# 道岩站
道岩站（：／ Doam yeok */?）曾为韩国铁路庆北线上的一个车站，位于庆尚北道金泉市禦侮面，目前已废止。

## 历史
- 1926年5月14日，落成使用。
- 1927年1月1日，停止使用。